# Rhynchonella
Rhynchonella Fischer, 1809 è un genere di Brachiopoda estinti appartenenti alla famiglia Rhynchonellidae. La specie tipo è la R. loxia.
Sono fossili guida del Giurassico superiore (in età compresa tra i 163 e i 144 milioni di anni) e si ritrovano in depositi marini delle zone marginali della piattaforma continentale. Presentano una conchiglia medio-piccola a contorno triangolare, con una piega dorsale alta e un solco ventrale piuttosto appiattito. La valva peduncolare (ventrale) mostra un umbone piccolo e ricurvo verso la valva brachiale (dorsale) e alcune piastre dentali robuste. L'ornamentazione esterna è costituita da coste radiali, anteriormente più acute.

## Tassonomia
Del genere Rhynchonella si conoscono numerose specie, importanti dal punto di vista biostratigrafico e paleoambientale:
- Rhynchonella acuminata † Martin 1809
- Rhynchonella adrianensis † Gemmellaro 1899
- Rhynchonella boloniensis † (d'Orbigny, 1850)
- Rhynchonella carapezzae † Gemmellaro 1899
- Rhynchonella carinthiaca † Bittner 1890
- Rhynchonella confinensis † Schellwien 1892
- Rhynchonella djeffarae † Dubar 1967
- Rhynchonella edwardsi † Chapuis & Dewalque 1853
- Rhynchonella eskiordensis † Moisseiev 1932
- Rhynchonella fraasi † Oppel 1861
- Rhynchonella granulum † Eichwald 1860
- Rhynchonella inflata † Jaboli 1959
- Rhynchonella jukesi † McCoy 1847
- Rhynchonella kochigataniensis † Tokuyama 1957
- Rhynchonella krotovi † Tschemyschew 1902
- Rhynchonella lacuna † Quenstedt 1871
- Rhynchonella langleti † Chapuis & Dewalque 1853
- Rhynchonella limbata † Schlotheim 1813
- Rhynchonella lingulata † Gabb 1864
- Rhynchonella loxia † Fischer von Waldheim 1809
- Rhynchonella maudensis † Whiteaves 1884
- Rhynchonella minuta † Buvignier 1843
- Rhynchonella miquihuanensis † Imlay 1937
- Rhynchonella misella † Bittner 1890
- Rhynchonella negrii † Gemmellaro 1899
- Rhynchonella paolii † Canavari 1880
- Rhynchonella paucicosta † Kitchin 1910
- Rhynchonellapauciplicata † Kitchin 1900
- Rhynchonella prona † Oppel 1861
- Rhynchonella pseudoazaisi † Dubar 1967
- Rhynchonella pugnus † Martin
- Rhynchonella pupula † Bittner 1890
- Rhynchonella salinasi † Gemmellaro 1899
- Rhynchonella sosiensis † Gemmellaro 1899
- Rhynchonella subrimosa † Schafhauti 1851
- Rhynchonella tazerdunensis † Dubar 1967
- Rhynchonella texanus † Shumard 1859
- Rhynchonella wichmanni † Rothpletz 1892
- Rhynchonella withei † Gemmellaro 1899